# Turbotville
Turbotville és una població dels Estats Units a l'estat de Pennsilvània. Segons el cens del 2000 tenia 691 habitants.

## Demografia
Segons el cens del 2000, Turbotville tenia 691 habitants, 278 habitatges, i 190 famílies. La densitat de població era de 592,9 habitants/km².
Dels 278 habitatges en un 37,8% hi vivien nens de menys de 18 anys, en un 57,2% hi vivien parelles casades, en un 9,4% dones solteres, i en un 31,3% no eren unitats familiars. En el 27,7% dels habitatges hi vivien persones soles el 9,7% de les quals corresponia a persones de 65 anys o més que vivien soles. El nombre mitjà de persones vivint en cada habitatge era de 2,49 i el nombre mitjà de persones que vivien en cada família era de 3,03.
Per edats la població es repartia de la següent manera: un 28,2% tenia menys de 18 anys, un 7,2% entre 18 i 24, un 31,5% entre 25 i 44, un 21,1% de 45 a 60 i un 11,9% 65 anys o més.
L'edat mediana era de 34 anys. Per cada 100 dones de 18 o més anys hi havia 83,7 homes.
La renda mediana per habitatge era de 40.221$ i la renda mediana per família de 43.750$. Els homes tenien una renda mediana de 35.875$ mentre que les dones 25.583$. La renda per capita de la població era de 18.401$. Entorn del 4,5% de les famílies i el 3,8% de la població estaven per davall del llindar de pobresa.

## Poblacions més properes
El següent diagrama mostra les poblacions més properes.